# Джейн Сиймур (актриса)
Вижте пояснителната страница за други личности с името Джейн Сиймур.
Джейн Сиймур (на английски: Jane Seymour) е британско-американска актриса.
Известна е най-вече с ролята си на д-р Микаела Куин в сериала „Д-р Куин Лечителката“ (1993 – 1998). Носителка е на 2 награди Еми и два Златни глобуса, а също има и звезда на Холивудската алея на славата. През 2000 г. ѝ е присъден Орден на Британската империя.